# Герб Шумерлинского муниципального округа
Герб Шумерлинского муниципального округа — официальный символ Шумерлинского муниципального округа Чувашской Республики Российской Федерации. В основу герба положены герб городского округа город Шумерля и бывший герб Шумерлинского муниципального округа, которые вошли в состав вновь образованного Шумерлинского муниципального округа в 2024 году. Утверждён Решением Собрания депутатов Шумерлинского муниципального округа от 26 декабря 2024 года № 95. Занесён в Государственный геральдический регистр Российской Федерации под номером 15170.
Может воспроизводиться в двух равно допустимых версиях: без вольной части, с вольной частью (четырёхугольником золотого цвета, примыкающим к верхнему правому углу щита) с воспроизведёнными в нём фигурами герба Чувашии. Также может воспроизводиться со статусной геральдической короной установленного для муниципального округа образца.

## Описание
В червленом поле, над пониженным в оконечность серебряным выщербленным узким поясом, — золотое сияющее солнце (без лица), с чередованием попеременно длинных и коротких лучей, с правой стороны — остроконечных, а с левой — прямых, с серебряным диском, обремененным зеленым дубовым листом, из-за которого слева вырастают два золотых желудя; все сопровождаемо во главе тремя золотыми косыми вырубными крестами, одним подле другого.

## Обоснование символики
Солнце является аллегорией на чувашский национальный символ «Древо жизни». Принадлежность округа к Чувашии также символизируют три косых вырубных креста во главе щита. В сочетании с лучезарным кольцом они являются символом солнечного света, дарящего жизнь и оберегающего благополучие.
Первая половина солнца с остроконечными лучами обозначает в гербе историческую преемственность по отношению к Шумерлинскому району, в гербе которого была также изображена такая фигура. Вторая половина солнца — с прямым лучами — является аллегорией на колесо и тем самым символизирует то, что город Шумерля был основан в 1916 году при строительстве железной дороги Москва — Казань, а также символизирует автомобильную магистраль, проходящую через город с севера на юг. Солнце с прямыми лучами также перекликается с шестернёй из исторической эмблемы города Шумерля, принятой в 1976 году. Половина «шестерни» символизирует развитие машиностроительной промышленности: комбината автомобильных фургонов и завода специализированных автомобилей.
Изображение зелёного дубового листа свидетельствует как о расположении территории в лесной зоне, так и является символом умножения природных богатств и процветания территории. Лист также напоминает о развитии химической и мебельной промышленности города Шумерля, так как дуб способствовал развитию промышленных предприятий.
Волнообразный (выщербленный) пояс в гербе символизирует реку Суру, на берегу которой расположены город и округ. Муниципальная корона, которая может увенчивать гербовый щит, обозначает административный статус и вид муниципального образования как муниципального округа.
Примененные в гербе цвета символизируют:
- Червлёный (красный цвет) в геральдике является символом храбрости, силы, решительности и стремления к познанию. Символизирует мужество и отвагу, проявленную жителями города в строительстве Сурского оборонительного рубежа в 1941 году. Также обозначает, что развитие города началось в период индустриализации страны и связано со строительством крупных промышленных предприятий.
- Золото (жёлтый цвет) в геральдике — символ богатства, стабильности, плодородия, уважения и интеллекта. Символизирует радушие жителей города и их трудолюбие.
- Серебряный (белый цвет) символизирует чистоту прозрачных вод реки Сура. Символ мира и взаимоуважения, благородства и милосердия жителей города, во время войны в котором с 1942 по 1945 год располагался эвакогоспиталь № 3459.
- Зеленый цвёт в геральдике — символ природы, здоровья, жизненного роста, а также традиционный символ лесов и полей.

## История

### Герб 2002 года
Первый герб Шумерлинского района был утверждён решением Шумерлинского районного Собрания депутатов от 14 июня 2002 года № 17/6.
В основу герба района положены стилистическое решение и декоративные цветовые сочетания жёлтого пурпурового, зелёного, голубого (лазоревового) цветов, находящиеся в изображении геральдических знаков (герба) и государственной символики (флага) Чувашской республики.

#### Обоснование символики
Основной пурпуровый цвет в виде лучезарного кольца символизирует и подчеркивает отличительную черту района от других административных делений[нейтральность?] республики. В середине пурпурового кольца находится изображение зелёного дубового листа, что свидетельствует о лесной зоне, золотистого кольца, характеризирующего аграрный район и знак умножения природных богатств и процветания района. Колос и лист дуба размещены симметрично в пурпуровом кольце.
Главный элемент — лучезарное кольцо. В основу герба и флага района положены стилистическое решение и декоративные цветовые сочетания жёлтого пурпурового, зелёного, голубого (лазоревого) цветов, находящиеся в изображении геральдических знаков (герба) и государственной символики (флага) Чувашской республики.
Основной пурпуровый цвет в виде лучезарного кольца на флаге района символизирует и подчёркивает отличительную черту района от других административных делений республики. В середине пурпурового кольца находится изображение зелёного дубового листа, что свидетельствует о лесной зоне, золотистого кольца, характеризующего аграрный район и знак умножения природных богатств и процветания района. Колос и лист дуба размещены симметрично в пурпуровом кольце.

### Герб 2019 года

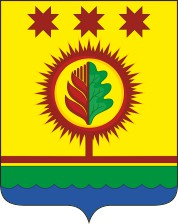
Герб 2019 года.

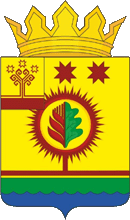
Вариант герба 2019 года.

Утвержден Решением Собрания депутатов Шумерлинского района 28 февраля 2019 года № 53/7 как герб Шумерлинского района, переутверждён решением Собрания депутатов Шумерлинского муниципального округа Чувашской Республики от 23 ноября 2021 года № 2/3 как герб Шумерлинского муниципального округа. Занесён в Государственный геральдический регистр Российской Федерации под номером 12361.

#### Описание
«В золотом поле над выщербленно пересечённой зелёно-лазоревой оконечностью пурпурный узкий пояс, к которому сверху примыкает пурпурный узкий укороченный столб, переходящий вверху в пурпурное же кольцо (острозубчатое с внешней стороны с чередованием коротких и длинных зубьев), в котором помещена фигура, соединённая из правой половины пурпурной головки колоса и левой половины зелёного дубового листа; во главе щита — три пурпурных косых вырубных креста в ряд».
Герб Шумерлинского района Чувашской Республики, в соответствии со статьей 9 Закона Чувашской Республики от 14 июля 1997 года № 12 «О государственных символах Чувашской Республики», может воспроизводиться в двух равно допустимых версиях:
— без вольной части;
— с вольной частью (четырехугольником золотого цвета, примыкающим к верхнему правому углу щита) с воспроизведёнными в нём фигурами герба Чувашской республики.
Герб Шумерлинского района Чувашской Республики, в соответствии с Методическими рекомендациями по разработке и использованию официальных символов муниципальных образований (Раздел 2, Глава VIII, п.п. 45-46), утверждёнными Геральдическим советом при Президенте Российской Федерации 28.06.2006 года, может воспроизводиться со статусной короной установленного образца.
Муниципальная корона для муниципальных районов — золотая территориальная корона о пяти заострённых зубцах.
Герб может воспроизводиться как в полной версии (полный герб — с вольной частью и муниципальной короной), так и в сокращенных версиях (в виде гербового щита с вольной частью, гербового щита с муниципальной короной или только в виде гербового щита без короны и вольной части); все версии герба равноправны и имеют одинаковый статус.

#### Обоснование символики
Герб Шумерлинского района языком аллегорий символизирует исторические, природные и экономико-географические особенности[нейтральность?] муниципального образования.
В основу герба района положена стилистическая композиция на основе решения Шумерлинского районного Собрания депутатов от 14 июня 2002 года, которым впервые были утверждены официальные символы района. Также применены декоративные цветовые сочетания жёлтого (золота) и пурпурного цветов, использующиеся в изображении официальных символов Чувашской республики, а также зелёного и лазоревого (голубого, синего) цветов, подчеркивающих природные и хозяйственные особенности района.
Основной пурпуровый цвет в виде лучезарного кольца является аллегорией на чувашский национальный символ «Древо жизни». Принадлежность района к Чувашии также символизируют и три косых вырубных креста во главе щита. В сочетании с лучезарным кольцом они также являются символом солнечного света, дарящего жизнь и оберегающего благополучие.
В середине пурпурового кольца находится изображение пурпурного колоса и зелёного дубового листа, что свидетельствует как о лесной зоне, так и характеризирует аграрный район и знак умножения природных богатств и процветания района.
Примененные цвета в геральдике символизируют:
Жёлтый цвет (золото) — символ урожая, богатства, стабильности, уважения и интеллекта. Кроме того, золото как цвет солнца символизирует радушие жителей района и их трудолюбие.
Пурпурный цвет (пурпур) — символ чести, достоинства, благородства и высшей власти.
Синий цвет — символ возвышенных устремлений, искренности и добродетели, а также цвет водных объектов и чистого неба.
Зелёный цвет — символ природы, здоровья, жизненного роста, а также традиционный символ лесов.